# Герб гмины Русинув
Герб гмины Русинув (пол. Herb gminy Rusinów) — официальный символ гмины Русинув, расположенной в Мазовецком воеводстве Польши.

## Описание
Официальное описание герба гмины Русинув:

На красном поле, под золотым крестом св. Андрея голова лебедя серебряного с шеей и крылом, с золотым клювом.
Оригинальный текст (пол.)Na polu czerwonym pod złotym krzyżem św. Andrzeja głowa łabędzia srebrnego z szyją i skrzydłem, ze złotym dziobem.— Urząd Gminy Rusinów.
Изображение креста св. Андрея символизирует покровителя приходского костёла в Незнамеровице — крупнейшего культового сооружения гмины, построенного в XV веке. Лебедь заимствован из герба семьи Дуниных-Борковских, которые владели населёнными пунктами в данной местности с XIV века.